# 에런 스워츠

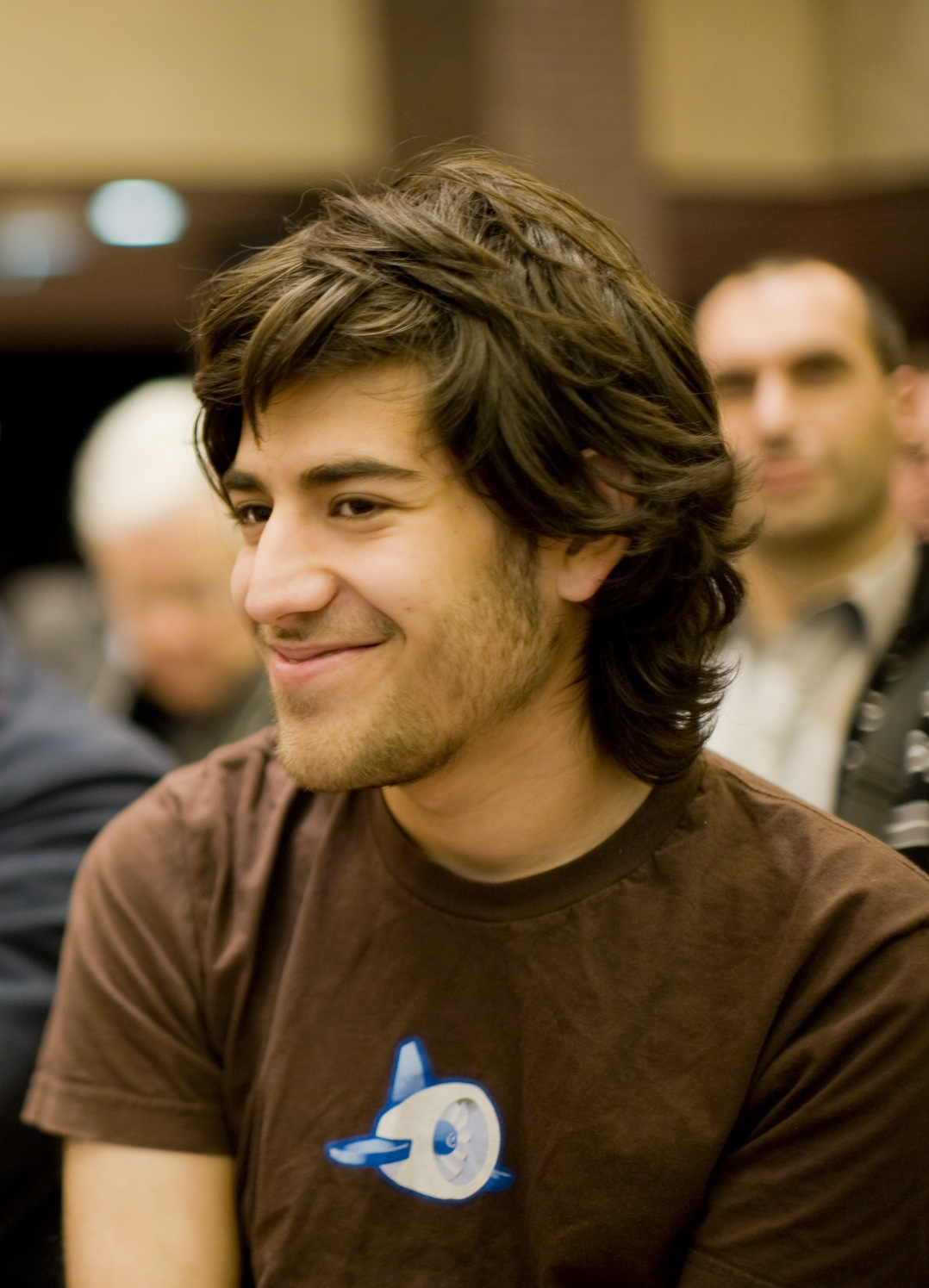
에런 스워츠

에런 H. 스워츠(Aaron H. Swartz, 1986년 11월 8일 ~ 2013년 1월 11일)는 미국의 컴퓨터 프로그래머이자 인터넷 활동가이다. 프로그래머로서 스워츠는 RSS 1.0 명세서의 공저자이며, 마크다운 문법 개발에도 기여하였다. 크리에이티브 커먼즈 조직에 관여하였으며, 소셜 북마크 사이트 레딧의 공동 설립자로, 웹 2.0 운동에 크게 기여했다. 이후 인터넷 상의 정보 공유 운동에 주력하여, 온라인 활동가 모임인 디맨드 프로그레스(Demand Progress)를 조직했다.
2011년 1월, 학술 저널 데이터베이스인 JSTOR에서 다량의 저널 문서를 내려받은 일 때문에 체포되었으며, 2년 후인 2013년 1월, 26세의 나이로 자살했다.

## 같이 보기
- Sci-Hub

## 참고 문헌
다큐멘터리
- (영어) Brian Knappenberger (감독 및 제작), The Internet's Own Boy: The Story of Aaron Swartz. Participant Media, 2014. 인터넷 아카이브, www.archive.org/ 상영시간: 105 분.